# Нептун и Тритон
«Нептун и Тритон» — скульптура XVII века, созданная итальянским архитектором и скульптором Джованни Лоренцо Бернини. Выставлена в музее Виктории и Альберта в Лондоне. Работа над скульптурой велась с 1620 по 1624 год. Высечена из мрамора, в высоту достигает 182 см.
Первоначально скульптура использовалась кардиналом Перетти Монтальто в качестве фонтана, который украшал задний двор его виллы в Риме. В 1786 году скульптура была приобретена Томасом Дженкинсом, у которого в том же году её купил английский художник сэр Джошуа Рейнольдс. После смерти Рейнольдса в 1792 году она была куплена Чарльзом Пельхамом, который перенёс скульптуру в 1906 году в свой дом в Челси. Однако позже его потомки перенесли изваяние в загородный дом в Боклсби Парк, графство Линкольншир, после чего в 1950 году был куплен музеем.
Сцена скульптуры взята из Энеиды Верглия. Нептун успокаивает море для обеспечения безопасного прохода Энея. Тритон, сын Нептуна, даёт сигнал из горна. Первоначально струи воды бились из рога Тритона. Подобный механизм также был использован в фонтане Тритона на Пьяцца Барберини в Риме.